# Kinyongia matschiei
Espèce
Synonymes
- Chamaeleon matschiei Werner, 1895

Statut de conservation UICN

 EN B1ab(iii)+2ab(iii) : En danger
Statut CITES
Kinyongia matschiei est une espèce de sauriens de la famille des Chamaeleonidae.

## Répartition
Cette espèce est endémique de Tanzanie. Elle se rencontre dans les monts Usambara.

## Étymologie
Cette espèce est nommée en l'honneur de Paul Matschie.

## Publication originale
- Werner, 1896 "1895" : Über einige Reptilien aus Usambara (Deutsch-Ostafrika). Verhandlungen der Kaiserlich-Königlichen Zoologisch-Botanischen Gesellschaft in Wien, vol. 45, p. 190-194 (texte intégral).